# Melittia louisa
Melittia louisa is een vlinder uit de familie wespvlinders (Sesiidae), onderfamilie Sesiinae.
Melittia louisa is voor het eerst wetenschappelijk beschreven door Le Cerf in 1916. De soort komt voor in het Neotropisch gebied.